# Les Secrets de l'immortel Nicolas Flamel : L'Ensorceleuse
L'Ensorceleuse (The Sorceress) est le troisième tome de la série Les Secrets de l'immortel Nicolas Flamel. Il a été écrit par l'auteur irlandais Michael Scott en 2009, puis traduit par Frédérique Fraisse en 2013. Il a été publié en édition originale par la maison d'édition new-yorkaise Delacorte Press.